# Alpes do Monte Ginevro
Os Alpes do Monte Ginevro  (em italiano:   Alpi del Monginevro) é um maciço que faz parte dos Alpes Ocidentais na sua secção da Alpes Cócios e se encontra ao mesmo tempo na região do Piemonte em Itália, e no departamento francês dos Altos Alpes. O ponto mais alto é a Pico de Rochebrune, na vertente francesa, com 3.320 m.
Os Alpes do Monte Viso a Sul, com os Alpes do Monte Ginevro, e os Alpes do Monte Cenis formam os Alpes Cócios.
A Nordeste encontra-se o Maciço des Écrins e o Maciço de Embrunais, mas à sua volta encontra-se o Colo do Monte Ginevro, o Vale de Susa, o Vale Pellice, o Colo da Cruz, o Vale do Guil, e o Vale da Durance.

## SOIUSA
A Subdivisão Orográfica Internacional Unificada do Sistema Alpino (SOIUSA) criada em 2005, dividiu os Alpes em duas grandes partes: Alpes Ocidentais e Alpes Orientais, separados pela linha formada pelo  Rio Reno - Passo de Spluga - Lago de Como - Lago de Lecco.

### Classificação  SOIUSA
Segundo a SOIUSA este acidente orográfico chama-se Alpes do Monte Viso e é uma Sub-secção alpina  com a seguinte classificação:
- Parte = Alpes Ocidentais
- Grande sector alpino = Alpes Ocidentais-Sul
- Secção alpina = Alpes Cócios
- Sub-secção alpina = Alpes do Monte Ginevro
- Código = I/A-4.II

## Imagem

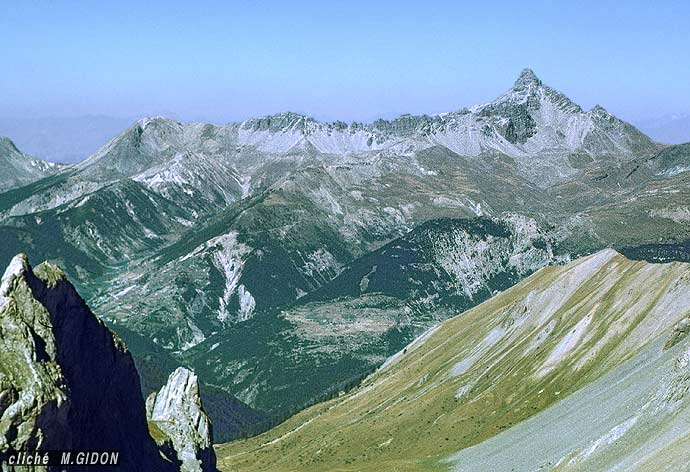
O Pico de Rochebrune